# C. Ben Ross

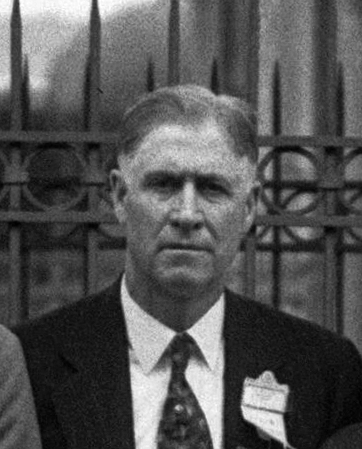
C. Ben Ross (1933)

Charles Benjamin Ross (* 27. Dezember 1876 in Parma, Canyon County, Idaho; † 31. März 1946 in Boise, Idaho) war ein US-amerikanischer Politiker und von 1931 bis 1937 Gouverneur des Bundesstaates Idaho.

## Frühe Jahre und politischer Aufstieg
Charles Ross besuchte unter anderem das Portland Commercial College. Seit 1897 half er seinem Vater bei der Führung von dessen Ranch. Außerdem beteiligte er sich am öffentlichen Leben seiner Heimat und war in einigen lokalen Ausschüssen vertreten. Ross wurde Mitglied der Demokratischen Partei. Zwischen 1900 und 1905 war er Vizepräsident des Riverside Irrigation District und von 1915 bis 1921 war er in bei Verwaltung des Canyon County angestellt. Zwischen 1917 und 1923 war er auch im Vorstand des Farmerausschusses von Idaho. Von 1922 bis 1930 war er Bürgermeister von Pocatello. Im Jahr 1928 kandidierte er erfolglos für das Amt des Gouverneurs.

## Gouverneur von Idaho
Im Jahr 1930 wurde Charles Ross dann zum Gouverneur seines Staates gewählt. Nachdem er in den Jahren 1932 und 1934 jeweils wiedergewählt worden war, konnte er dieses Amt zwischen dem 5. Januar 1931 und dem 4. Januar 1937 ausüben. Er war der erste Gouverneur von Idaho, der dreimal hintereinander in dieses Amt gewählt wurde. Zu Beginn seiner Amtszeit litt der Staat noch schwer unter der Weltwirtschaftskrise. Diese konnte erst im Lauf der folgenden Jahre mit Hilfe der Bundespolitik und Präsident Franklin D. Roosevelt und dessen New Deal überwunden werden. Der Gouverneur unterstützte diese Maßnahmen. In dieser Zeit wurden in Idaho einige neue Steuergesetze verabschiedet, wobei eine Mehrwertsteuer 1936 in einem Volksentscheid abgelehnt wurde. Damals wurde auch der Führerschein für Automobile gesetzlich in Idaho eingeführt. Nach der Aufhebung der Prohibition im Jahr 1933 wurde in Idaho der Verkauf von Alkohol über staatliche Verteiler abgewickelt. 1936 kandidierte Ross erfolglos für eine erneute Wiederwahl. Ebenso erfolglos blieb seine Kandidatur für einen Sitz im US-Senat.

## Weiterer Lebenslauf
Im Jahr 1938 kandidierte Ross noch einmal erfolglos für das Amt des Gouverneurs von Idaho. Danach zog er sich aus der Politik zurück und widmete sich seinen privaten Interessen. Er starb im März 1946 und wurde in Parma beigesetzt. Mit seiner Frau Edna Reavis hatte er vier Kinder.